# Davit Chaloyan
Davit Chaloyan, né le 30 septembre 1997 à Gyumri, est un boxeur arménien.

## Carrière
Davit Chaloyan est médaillé d'argent dans la catégorie des poids super-lourds aux championnats du monde 2021 à Belgrade.
Il est nommé porte-drapeau de la délégation arménienne aux Jeux olympiques de 2024 à Paris aux côtés de la nageuse Varsenik Manucharyan (en).